# Інтерлейкін-2
IL-2 (англ. Interleukin 2) — це імунорегуляторний білок, який кодується однойменним геном, розташованим у людей на короткому плечі 4-ї хромосоми. Довжина поліпептидного ланцюга білка становить 153 амінокислот, а молекулярна маса — 17 628.
| 10         |  | 20         |  | 30         |  | 40         |  | 50         |
| ---------- |  | ---------- |  | ---------- |  | ---------- |  | ---------- |
| MYRMQLLSCI |  | ALSLALVTNS |  | APTSSSTKKT |  | QLQLEHLLLD |  | LQMILNGINN |
| YKNPKLTRML |  | TFKFYMPKKA |  | TELKHLQCLE |  | EELKPLEEVL |  | NLAQSKNFHL |
| RPRDLISNIN |  | VIVLELKGSE |  | TTFMCEYADE |  | TATIVEFLNR |  | WITFCQSIIS |
| TLT        |  |            |  |            |  |            |  |            |

A: Аланін

C: Цистеїн

D: Аспарагінова кислота

E: Глутамінова кислота

F: Фенілаланін

G: Гліцин

H: Гістидин

I: Ізолейцин

K: Лізин

L: Лейцин

M: Метіонін

N: Аспарагін

P: Пролін

Q: Глутамін

R: Аргінін

S: Серин

T: Треонін

V: Валін

W: Триптофан

Кодований геном білок за фізіологічними функціями належить до цитокінів, факторів росту.
Білок регулює активність білих кров'яних тілець (лейкоцити, лімфоцити), виконує імунну функцію. Продукується й секретується активованими CD4+ та CD8+ Т-клітинами у позаклітинне середовище.
IL-2 утворює комплекси з IL-2Rα,  IL-2Rβ, та гама-ланцюгами (γс) рецепторних субодиниць. 
Рекомбінантний аналог інтерлейкіну-2 називається альдеслейкін.

## Структура
IL-2 - це невеликий глобулярний глікопротеїн, який складається з чотирьох зв'язаних α-спіралей, розміри білку сягають 15.5-16 kDA.

## Функції
Інтерлейкін-2 відіграє важливу функцію в імунній системі, розвитку її толерантності через безпосереднь дію на Т-клітини. Такий вплив запобігає розвитку аутоімунних захворювань, сприяючи диференціювання незрілих Т-клітин у регуляторні Т-клітини. IL-2 стимулює апоптоз клітини, сприяє диференціації Т-клітин в Т-хелпери та Т-клітини пам'яті, якщо антиген зв'язаний з недиференційованою Т-клітиною, це допомагає організму знищити інфекцію.  
Інтерлейкін-2 підвищує активність NK-кілерів, цитотоксичних Т-клітин та лімфокін-активованих кілерів. Також IL-2 сприяє проліферації B-лімфоцитів та секреції імуноглобуліну. 

## Рецептори
Інтерлейкін-2 рецептори (англ. Interleukin-2 receptor, скорочено: IL-2R) - це трансмембранний білок, існує у мономерній, димерній та тримерній формах. 
Мономери IL-2R включають IL-2Rα (CD25) ланцюг, зазвичай є мембран-асоційованими, але також мають розчинну форму. Зв'язуються з IL-2 з низькою константою дисоціації (Kd). Але зв'язування IL-2 з IL-2Rα не викликає передачу сигналу далі, ймовірно вони працюють як рецептори-приманки для IL-2. Гетеродимери та гетеротримери IL-2R передають сигнали в клітину, зв'язуючись з IL-2. 
Димери IL-2R складаються з IL-2Rβ (CD122) та IL-2Rγ (CD132), у цей же час гетеротример складається з CD25, CD122 та CD132. Димери порівняно з тримерами володіють низькою спорідненістю до IL-2. 
При взаємодії інтерлейкіну-2 з IL-2R рецептором, перенесення сигналу може відбуватися трьома основними шляхами, включно: JAK/STAT, PI3K-AKT, MAPK.  

## Терапевтичне застостування
Периферичні лімфоцити крові людини оброблені IL-2 in vitro виявляють цитотоксичну активність, яка негативно впливає на розвиток ракових пухлин. Такі клітини ще називаються лімфокін-активовані кілери (LAK).
При обробці інтерлейкіном-2 пухлинноінфільруючих лімфоцитів (TIL) їхня потенційна вбивча активність проти аутогенних ракових клітин in vitro вища, ніж у LAK клітин.
Окрім клінічних досліджень для лікування злоякісних пухлин з використанням IL-2, також проводяться випробовування інтерлейкіну-2 у якості антиретровірусної терапії для пацієнтів з ВІЛ. Комбінування імунної та антиретровірусної терапії підвищує кількість CD4+ Т-клітин, що викликає посилення імунної відповіді, як вважається, це у майбутньому піідвищить шанси на вижавання ВІЛ-інфікованих пацієнтів.